# Chi ha ucciso Bella Shermann?
Chi ha ucciso Bella Shermann? (La mort de Belle) è un film del 1961 diretto da Édouard Molinaro.

## Trama
Stéphane Blanchon, è sposato con Christine e vive una vita tranquilla e confortevole a Ginevra insegnando presso l'International College. La figlia di uno degli amici di sua moglie: Belle Shermann, che è una studentessa americana, viene a soggiornare nella loro villa. Belle viene trovata strangolata a morte e Blanchon, che era solo con la vittima ma afferma che stava dormendo nella sua stanza al momento del crimine, è presto sospettato di essere l'assassino.